# سومیا (داغستان)
سومیا (به لاتین: Sumiya) یک منطقهٔ مسکونی در روسیه است که در شهرستان داخادایفسکی واقع شده‌است.